# إرفين طه
إرفين طه (بالفرنسية: Ervin Taha) (14 مارس 1999 بباريس في فرنسا - ) هو لاعب كرة قدم فرنسي في مركز الهجوم. لعب مع جيروندان بوردو.

## وصلات خارجية
- إرفين طه على موقع قاعدة بيانات كرة القدم.إي يو (الإنجليزية)
- إرفين طه على موقع Soccerway.com (الإنجليزية)
- إرفين طه على موقع عالم كرة القدم.نت (الإنجليزية)
- إرفين طه على موقع GSA (الإنجليزية)